# Alaverdi
Alaverdi (arménsky Ալավերդի) je město v Arménii. Nachází se v provincii Lorri 169 km severně od Jerevanu a žije v něm okolo 13 000 obyvatel.
Město leží v hlubokém údolí řeky Debed a prochází jím hlavní dopravní spojení mezi Arménií a Gruzií. Od starověku se zde těžila měď a v roce 1770 byl založen velký podnik na její zpracování, pro jehož zaměstnance vznikla roku 1899 nová osada, nazvaná původně Manes podle francouzského ředitele továrny a později přejmenovaná na Alaverdi (z tureckého „Allah verdi“ = „Bůh dal“). Roku 1938 bylo Alaverdi povýšeno na město. Rozvoj metalurgie vedl k rozsáhlé bytové výstavbě (v roce 1979 zde žilo přes 26 000 obyvatel), Alaverdi má také přehradu s hydroelektrárnou, moderní divadlo, četná vzdělávací a zdravotnická zařízení, problémem je však značné zamoření ovzduší těžkými kovy. Po osamostatnění Arménie v roce 1991 nastal útlum výroby a počet obyvatel se snížil na polovinu.
Ve městě se nachází kamenný most ze 12. století, dopravě po strmých srázech slouží kabinová lanovka. Sídlil zde fotbalový klub FC Debed Alaverdi, který zanikl v roce 1993. Administrativní součástí Alaverdi je také vesnice Sanahin, známá středověkým klášterem zařazeným na seznam Světového dědictví, narodili se v ní komunistický politik Anastáz Ivanovič Mikojan a letecký konstruktér Arťom Mikojan.

## Partnerská města
- Daugavpils, Lotyšsko
- Gheorgheni, Rumunsko
- Kobuleti, Gruzie
- Nikaia, Turecko
- Polock, Bělorusko